# فینال جام در جام اروپا ۱۹۹۰

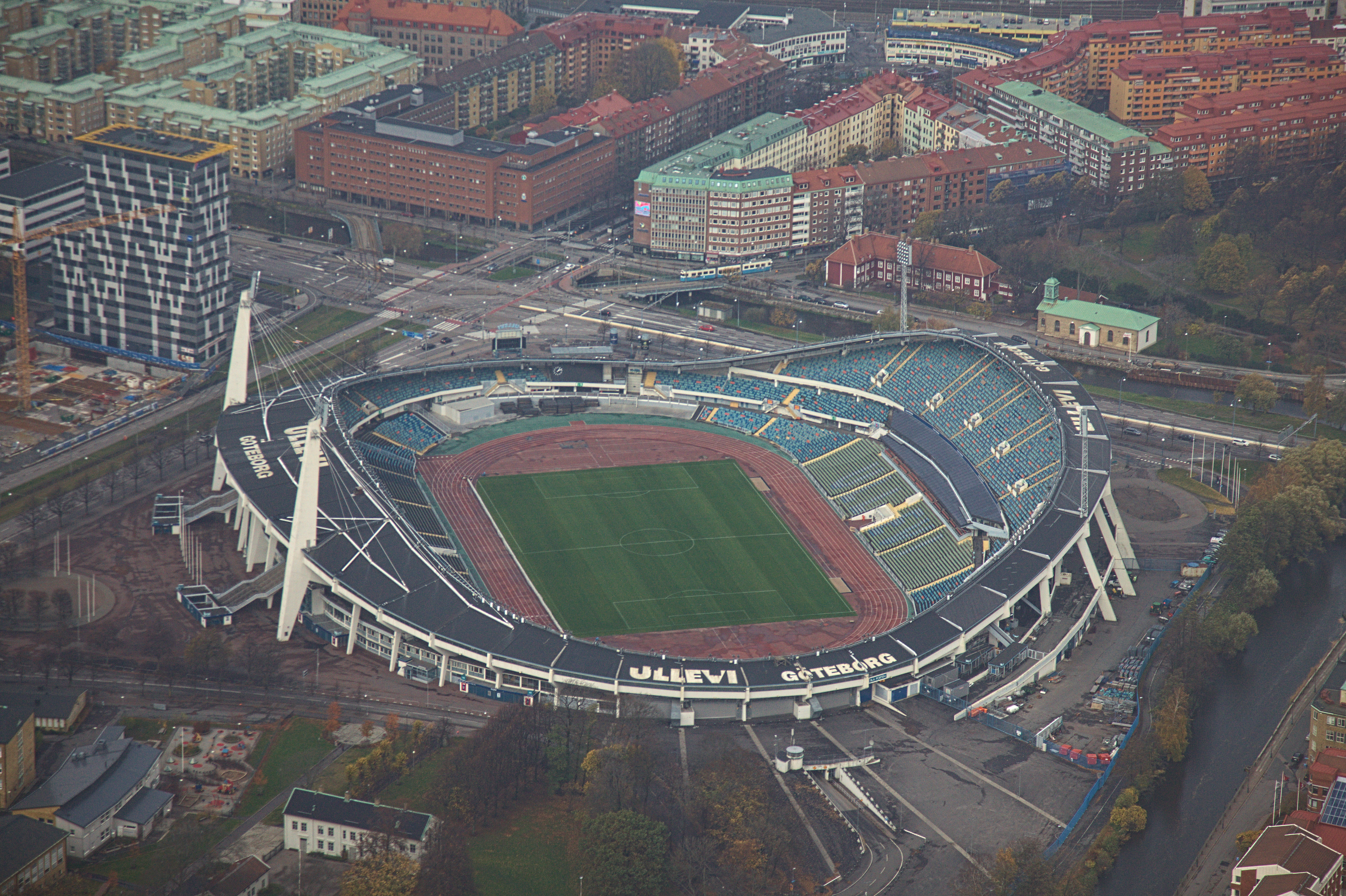
فینال جام در جام اروپا ۱۹۹۰

فینال جام در جام اروپا ۱۹۹۰، رقابت پایانی جام در جام اروپا در سال ۱۹۹۰ میلادی است که مابین دو تیم باشگاه فوتبال سمپدوریا و باشگاه فوتبال اندرلشت برگزار شده‌است.
این مسابقه که در تاریخ ۹ مه ۱۹۹۰ انجام شده‌است با نتیجه ۲ بر ۰ به سود تیم باشگاه فوتبال سمپدوریا به پایان رسید.